# Hans-Günther Stotten
Hans-Günther Stotten (Berlino, 7 ottobre 1916 – Wolfsgraben, 5 aprile 1945) è stato un militare tedesco, appartenente alle famose "Panzertruppen" della Wehrmacht. Si distinse al comando di reparti di Panzer soprattutto durante la campagna di Francia, l'operazione Barbarossa e la guerra in Africa; tra i più apprezzati ufficiali tedeschi, ricevette la decorazione della Croce di Cavaliere con Fronde di Quercia.

## Biografia
Hans-Günther Stotten nacque a Berlino il 7 ottobre 1916. Entrò a far parte dell'esercito nazista nel 1934 e prese parte da quel momento a tutte le maggiori campagne militari condotte dal Terzo Reich in Europa, in Russia ed in Africa. Egli venne premiato con molte decorazioni al valore tra le quali il cavalierato della croce di ferro, la più alta tra le onorificenze naziste.
Venne catturato dai sovietici durante l'Offensiva di Vienna il 4 aprile 1945 ma venne colpito alla schiena da un proiettile mentre tentava di scappare, il 5 aprile di quello stesso anno.